# Silvia Persico
Silvia Persico (* 25. Juli 1997 in Alzano Lombardo) ist eine italienische Radrennfahrerin.

## Sportlicher Werdegang

### Straße
Nach dem Wechsel von den Junioren wurde Persico 2016 Mitglied im damaligen Team Valcar PBM, für das sie bis 2021 ohne zählbare Erfolge blieb. Ihren internationalen Durchbruch schaffte sie in der Saison 2022 mit zwei Siegen bei italienischen Eintagesrennen, Platz 7 in der Gesamtwertung des Giro d’Italia Donne und Platz 5 bei der Tour de France Femmes sowie einer Reihe weiterer Podiumsplatzierungen. Bei der La Vuelta Femenina 2022 konnte sie letztendlich ihren ersten Sieg auf der UCI Women’s WorldTour ihrem Palmarès hinzufügen. Zum Saisonende 2022 gewann sie bei den UCI-Straßen-Weltmeisterschaften die Bronzemedaille im Straßenrennen.
Zur Saison 2023 wechselte Persico in das UCI Women’s WorldTeam UAE Team Emirates. Ihren ersten Erfolg für ihr neues Team erzielte sie beim Pfeil von Brabant 2023. Bei verschiedenen Rundfahrten der UCI Women’s WorldTour kam sie unter die Top 10 der Gesamtwertung, unter anderem als Achte beim Giro d’Italia Donne. Zum Saisonabschluss wurde sie bei den Gravel-Weltmeisterschaften 2023 Vizeweltmeisterin hinter Katarzyna Niewiadoma. 
2024 war Persico unter anderem Siebte der Flandern-Rundfahrt und gewann Anfang Mai den Grand Prix du Morbihan Féminin. Bei den Olympischen Spielen in Paris startete sie im Straßenrennen und belegte den 55. Platz. Zum Abschluss der Saison 2024 wurde sie bei Tre Valli Varesine Zweite. Wenige Tage später wurde sie Vizeeuropameisterin im Gravelrennen.

### Cyclocross
Seit 2016 ist Persico in der Wintersaison regelmäßig im Cyclocross aktiv und nimmt am Weltcup, Welt- und Europa- und nationalen Meisterschaften teil, zunächst in der U23 und seit der Saison 2019/20 in der Elite. Nachdem sie bereits mehrfach auf dem Podium der nationalen Meisterschaften stand, wurde sie 2022 und 2023 Italienische Meisterin. Bei den Weltmeisterschaften 2019 verpasste sie als Vierte im U23-Rennen eine Medaille um gerade mal eine Sekunde. Bei den Weltmeisterschaften 2022 sicherte sie sich die Bronzemedaille in der Elite, zudem gewann sie mit dem Team den Demonstrations-Wettbewerb für die Mixed-Staffel. 2023 war sie als Vierte erneut nah dran an den Medaillenrängen. Die Saison 2023/2024 ließ sie aus, um sich zu erholen.

## Familie
Silvia Persico ist die ältere Schwester von Davide Persico.

## Erfolge

### Straße
2022
- Gran Premio della Liberazione
- Memorial Monica Bandini
- eine Etappe und  Punktewertung Ceratizit Challenge by La Vuelta
- Weltmeisterschaften – Straßenrennen

2023
- Pfeil von Brabant

2024
- Grand Prix du Morbihan Féminin

### Cyclocross
2021/2022
- Italienische Meisterschaft
- Weltmeisterschaften

2022/2023
- Italienische Meisterschaft

### Gravel
2023
- Gravel-Weltmeisterschaften

2024
- Europameisterschaften
- Weltmeisterschaften